# Mucius Scaevola steekt zijn arm in het vuur voor Porsenna
Mucius Scaevola steekt zijn arm in het vuur voor Porsenna is een tekening door Jan Lievens in het Prentenkabinet van de Universiteitsbibliotheek Leiden.

## Voorstelling
De tekening laat de geschiedenis zien van de legendarische Romeinse held Gaius Mucius Scaevola, zoals beschreven in het boek Ab urbe condita (Vanaf de stichting van de stad [Rome]) door Livius. In 508 v.Chr. werd de stad Rome belegerd door de Etruskische koning Porsenna. Porsenna hoopte dat de Romeinen zich door hongersnood zonder strijd zouden overgeven. Uit wanhoop stuurde de Romeinse senaat Mucius naar het legerkamp van de Etrusken om de koning te vermoorden. Mucius wist echter niet hoe de koning eruitzag en vermoordde zo per ongeluk zijn schrijver. Toen hij in de kraag gegrepen werd en voor Porsenna geleid werd, zei hij dat het hem misschien niet gelukt was om de koning te vermoorden, maar dat er een hele rij van dappere Romeinse mannen wachtten om het opnieuw te proberen. Porsenna dreigde hem in het vuur te gooien als hij niet vertelde welke andere aanslagen op zijn leven geraamd waren, maar Mucius zei: "Zie koning, zo kunt ge begrijpen, hoe weinig het lichaam waard is voor hen, die grote roem voor ogen hebben". Hierop stak hij zijn rechterhand in de brandende offerhaard en liet zijn hand verschroeien met een geestkracht, alsof hij gevoelloos was voor pijn. Porsenna was zo onder de indruk van dit gebaar van moed en volharding, dat hij Mucius naar Rome terug liet keren. Bang voor een aanslag op zijn leven begon hij daarna vredesonderhandelingen met Rome.

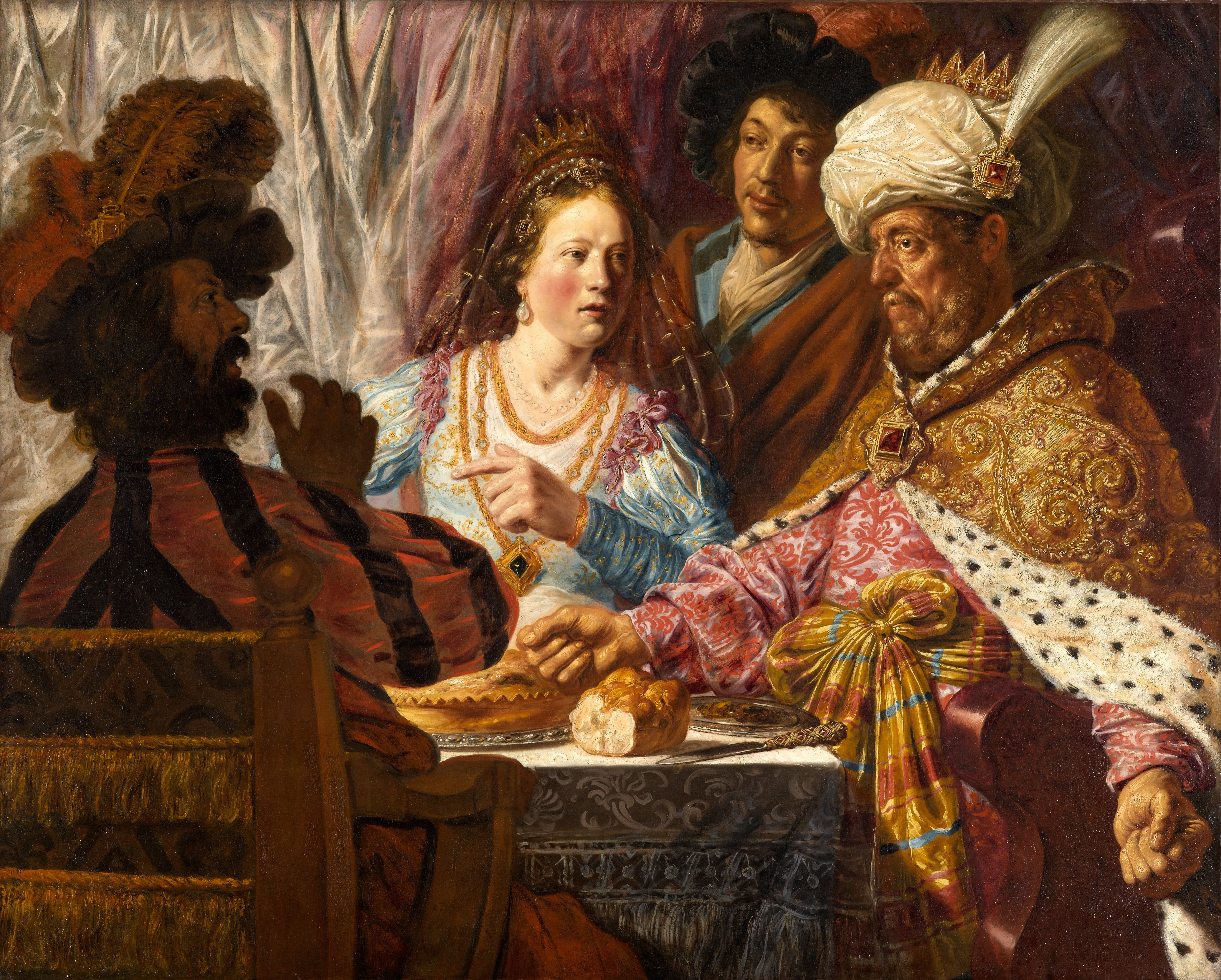
Jan Lievens. Ester beschuldigt Haman tijdens het gastmaal met Ahasveros. Ca. 1625. Raleigh, North Carolina Museum of Art.

Na dit voorval kreeg Mucius de bijnaam Scaevola (de linker of linkshandige). Op de tekening staat rechts Porsenna in oosterse kleeding met tulband en scepter. Hij is omringd door Etruskische soldaten met eigentijdse kleding en wapenuitrusting. Links houdt Mucius, gekleed als Romeins soldaat, zijn rechterhand in het vuur.

## Toeschrijving en datering
De tekening werd vroeger toegeschreven aan Jan Gillisz. van Vliet, die omstreeks 1630 veel samenwerkte met Rembrandt. Hij werd door kunsthistoricus Kurt Bauch toegeschreven aan Jan Lievens. Jan Gerrit van Gelder schreef hem toe aan Rembrandt met als datering 1625. De figuur van Porsenna is nauw verwant aan die van Ahasveros in het schilderij Ester beschuldigt Haman tijdens het gastmaal met Ahasveros in het North Carolina Museum of Art in de Amerikaanse plaats Raleigh. Dit schilderij werd destijds echter ten onrechte toegeschreven aan Rembrandt. Zowel dit schilderij als de tekening worden sinds eind jaren 1970 toegeschreven aan Jan Lievens.

## Herkomst
Het werk was achtereenvolgens in het bezit van P.C. baron van Leyden, Heinrich Wilhelm Campe (overl. 1862; als Ferdinand Bol), een zekere Hasse en E. Ehlers. Op 9-10 mei 1930 wordt het gesignaleerd op een anonieme verkoping bij veilinghuis Boerner in Leipzig (als school van Rembrandt). Koper was de Amsterdamse tekeningenverzamelaar Albert Welcker. Deze liet zijn verzameling na zijn dood in 1957 na aan het Prentenkabinet van de Universiteitsbibliotheek Leiden.